# O Rosal
O Rosal est une commune de la province de Pontevedra dans la communauté autonome de Galice, en Espagne. Appartenant à la comarque du Baixo Miño. La population recensée en 2006 est de 6 326 habitants. 

## Histoire
O Rosal possède des vestiges d'occupation du paléolithique, de l'âge du bronze et de la culture des castros. Au Moyen Âge la commune faisait partie des propriétés du monastère cistercien de Oia (Mosteiro de Santa María de Oia).
La municipalité s'est constituée en 1847 par séparation de la ville de A Guarda, et c'est le roi Alphonse XII qui lui a accordé son statut de commune en 1879.

## Administration
| Période                                  | Période | Identité                       | Étiquette                     | Qualité |
| ---------------------------------------- | ------- | ------------------------------ | ----------------------------- | ------- |
| 1979                                     | 1999    | José Luis Martínez Rodríguez   | AP (1979-1987) PP (1987-1999) |         |
| 1999                                     | 2018    | Jesús María Fernández Portela  | PP                            |         |
| 2018                                     | 2018    | María del Carmen Alonso Alonso | PP                            |         |
| Les données manquantes sont à compléter. |         |                                |                               |         |

## Économie
L'économie de O Rosal est essentiellement agricole et un peu de la pêche. Les vins de la commune bénéficient de l'appellation d'origine Rías Baixas.

## Patrimoine
- La mairie est installée dans un manoir (pazo) restauré.
- Deux ensembles de moulins à eau horizontaux datant des XVIIe et XVIIIe siècles, en activité jusqu'aux années 1960. L'ensemble du Folon compte 36 moulins et l'ensemble du Picon en compte 25.
- Pétroglyphes de Ghorghalado (BIC)

## Galerie

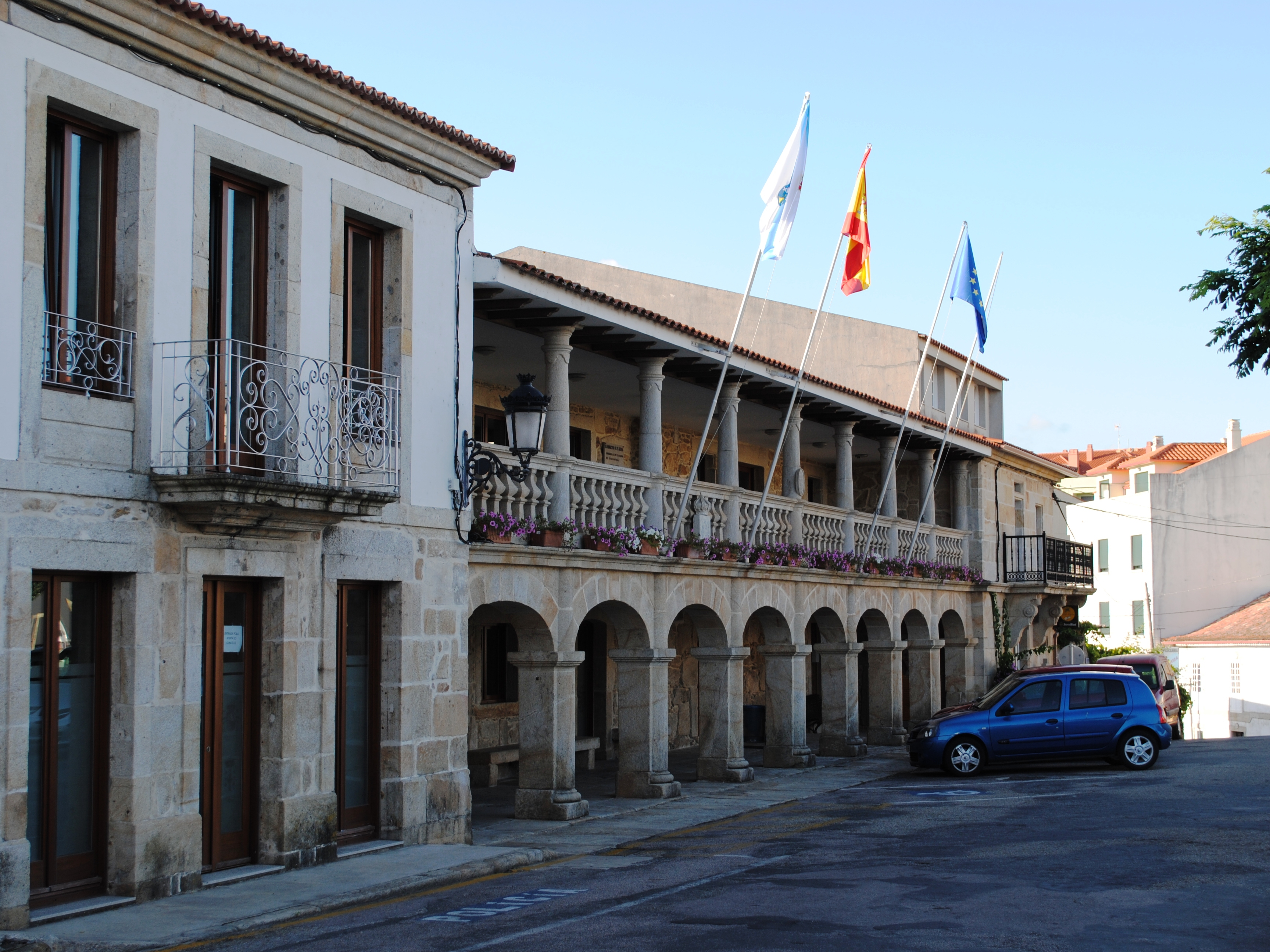
Mairie.
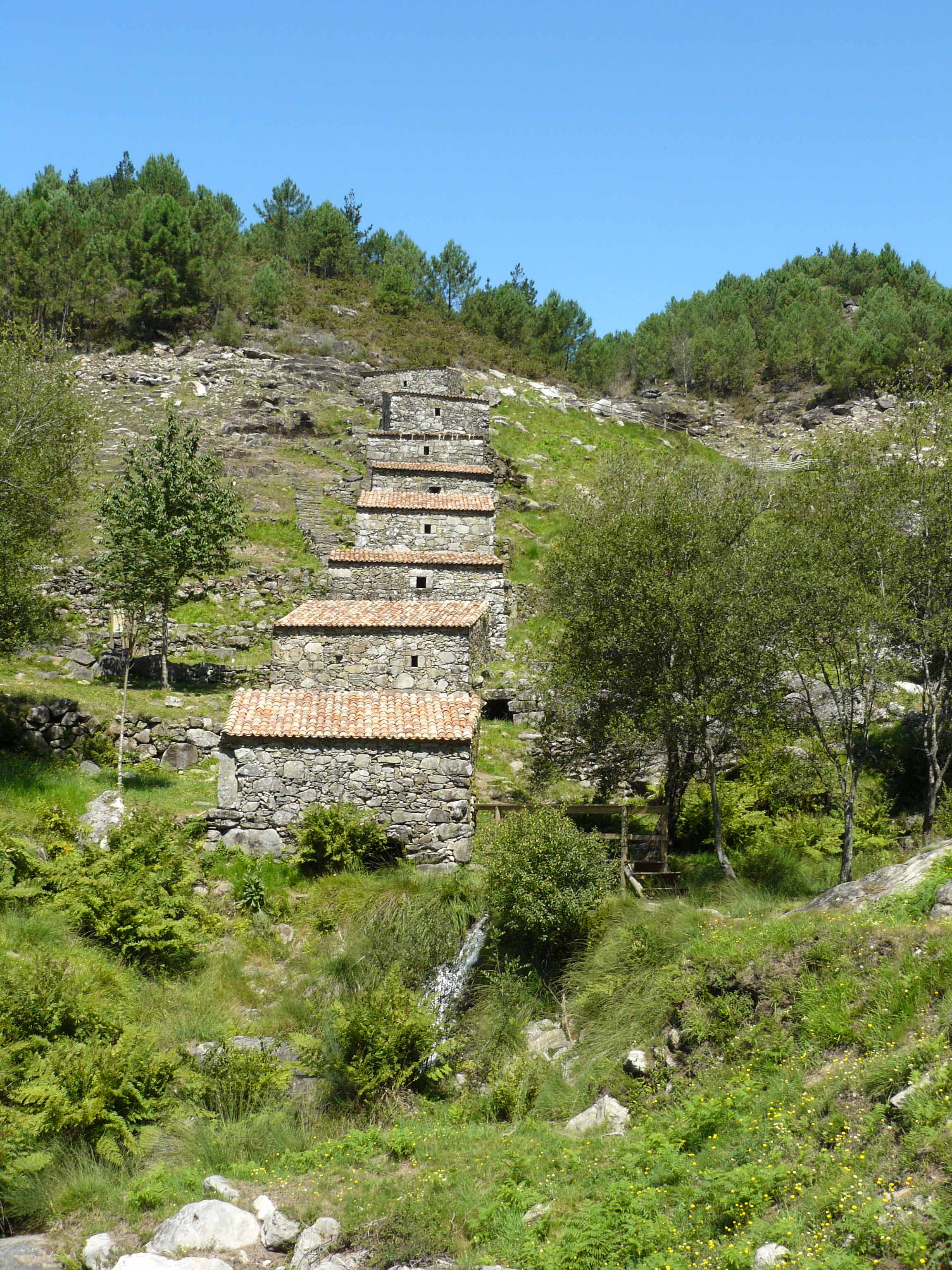
Moulins à eau du Folon.
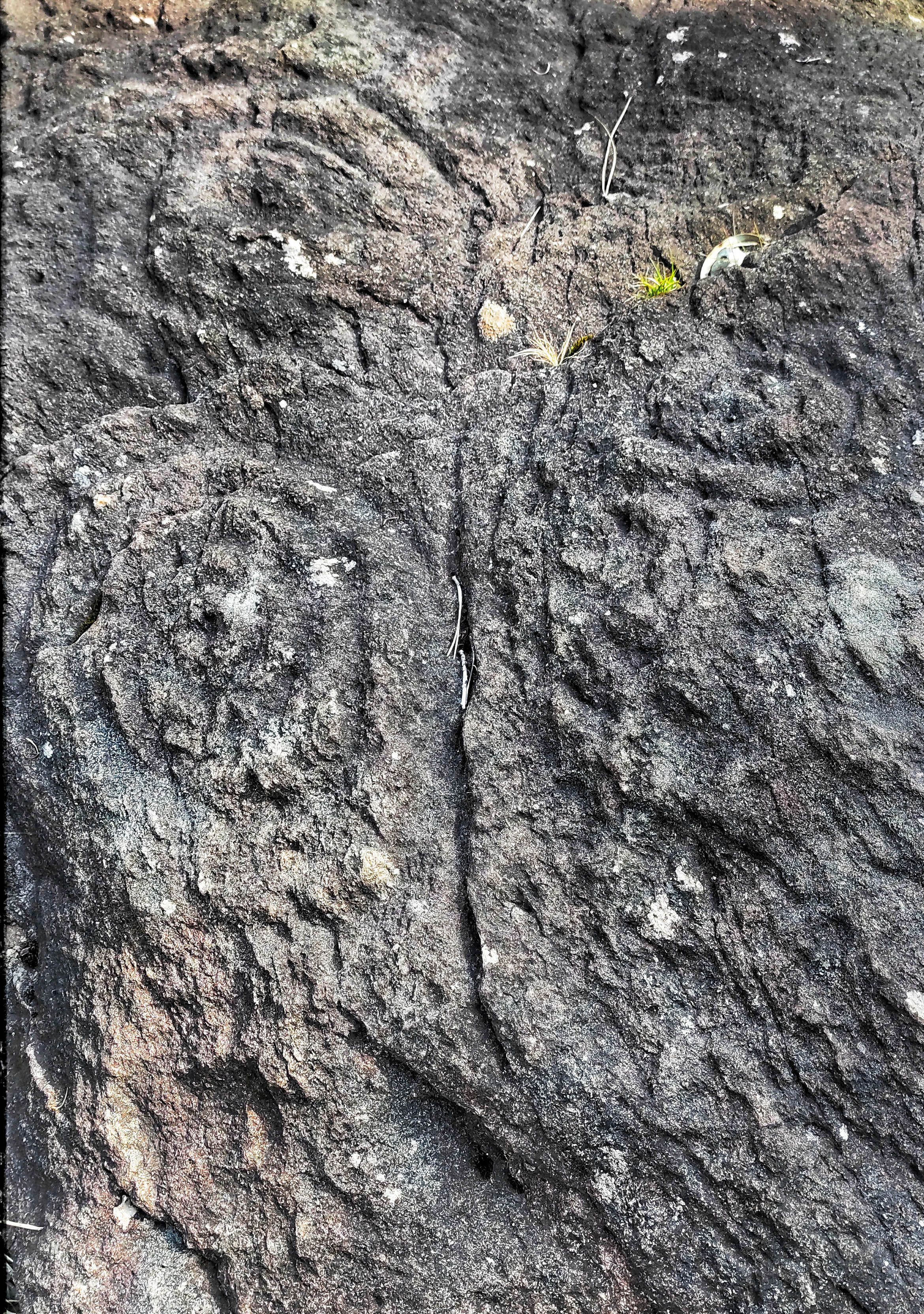
Pétroglyphes de Ghorghalado.

## Personnalités
- José Martínez de Sousa (né en 1933), bibliologue, lexicographe espagnol